# Александър Йонин
Александър Семьонович Йонин (на руски: Александр Семёнович Ионин) е дипломат на Руската империя, представлявал я в Черна гора (1878-1883), България (1883-1884), Бразилия (1884-1892), Швейцария (1897 – 1900) и други държави.
Роден е в небогато дворянско семейство. Завършва курс в Лазаревския институт по източни езици в Москва и постъпва в Министерството на външните работи. Задграничната му дипломатическа кариера започва като студент на служба при руската мисия в Константинопол от 1856 г.
През април 1857 г. е назначен за драгоман в руското консулство в Сараево. От септември 1860 г. в консулството в Янина е временно завеждащ, после управляващ (1862) и консул от юни 1864 г. След това е консул (1869-1875) и генерален консул (1875-1878) в Дубровник.
През 1878 г. е назначен за генерален комисар, след това с ранг министър-президент в Черна гора. За съдействието му за освободителната борба против турското владичество е награден с черногорски орден.
Сменил своя приятел Михаил Хитрово през август 1883 г., временно управлява до февруари 1884 г. генералното консулство в София. Изпратен е в България, за да разреши конфликта между княз Александър Батенберг и министър-председателя Леонид Соболев. Оказва натиск върху княза да възстанови Търновската конституция и така съдейства за прекратяването на Режима на пълномощията, но не успява да предотврати оставката на Соболев. Резултатът от мисията му е влошаване на българо-руските отношения. Отзован от България през пролетта на 1884 г., отстъпва поста си на Александър Кояндер.
След София до 1892 г. е пълномощен министър в Бразилия. Тогава плава край Южна Америка: покрай източното крайбрежие от устието на Амазонка до Магелановия проток, и покрай западното крайбрежие до перуанския порт Каляо. Излага описание на пътешествието с ценни характеристики на природата, стопанството и бита на населението в 4-томния труд „По Южна Америка“ («По Южной Америке»), публикуван през 1892-1902 г. За това (след излизането на първите 2 тома) му е присъдена премия на Петербургската академия на науките през 1897 г.
В периода 1897 – 1900 г. е пълномощен министър в Швейцария. Умира в Санкт Петербург през 1900 г. Погребан е в гробището на Александро-Невската лавра.
Йонин е автор също на етнографски очерци и пътеписи за Балканите, както и на 2 комедии.
Съпругата му Марина Павловна Йонина произхожда от черногорската династия Петрович-Негоши, управлявала страната от XVII до XX век.